# Felix Pollaczek
Félix Pollaczek (Vienna, 1º dicembre 1892 – Boulogne-Billancourt, 29 aprile 1981) è stato un matematico austriaco.
Ingegnere elettrico e matematico, ha svolto ricerche nel campo della teoria dei numeri, analisi matematica, fisica matematica e teoria della probabilità. Il suo risultato più famoso è la formula di Pollaczek-Khinchine.
Nel 1977 è stato insignito del John von Neumann Theory Prize, anche se a causa della sua età avanzata non ha potuto ritirarlo personalmente.